# Dolia
Dolia (łac. Diecesis Doliensis) – stolica historycznej diecezji w Italii erygowanej około w roku 1002, a włączonej w roku 1419 w skład archidiecezji Cagliari. 
Współcześnie miejscowość Dolianova znajduje się w prowincji Cagliari na Sardynii. Obecnie katolickie biskupstwo tytularne ustanowione w 1968 przez papieża Pawła VI.

## Biskupi tytularni
| Lp. | Biskup                 | Funkcja                            | Od               | Do                   |
| --- | ---------------------- | ---------------------------------- | ---------------- | -------------------- |
| 1   | Lorenzo Unfried Gimpel | biskup pomocniczy Arequipy (Peru)  | 13 marca 1969    | 19 września 1980     |
| 2   | Friedrich Ostermann    | biskup pomocniczy Münster (Niemcy) | 27 czerwca 1981  | 22 października 2018 |
| 3   | Kevin Birmingham       | biskup pomocniczy Chicago (USA)    | 11 września 2020 | 1 października 2023  |
| 4   | Flavio Pace            | urzędnik Kurii Rzymskiej           | 23 lutego 2024   |                      |